# Еколошка храна
Еколошка храна је храна произведена уз коришћење метода које не укључују савремене вештачке додатке као нпр. пестициде и хемијска ђубрива, не садржи генетички модификоване организме и није третирана зрачењем, индустријским растварачима или хемијским прехрамбеним адитивима.
У већем делу људске историје, пољопривредна производња се може назвати „еколошком“. Само је током 20-ог века почела употреба великих количина вештачких хемикалија у производњи хране. Покрет еколошке пољопривреде настао је 1940-их година као одговор на индустријализацију пољопривреде и познат је под називом Зелена револуција.
Еколошка производња је, за разлику од приватног повртарства, регулисана законом. Тренутно је у Европској унији, САД, Канади, Јапану и другим државама потребно да произвођачи хране обаве посебну еколошку сертификацију за еколошку производњу како би пласирали своје производе као „еколошке“. У смислу ових закона, еколошка храна је храна произведена на начин који је усклађен са стандардима које су прописане на државном или међународном нивоу. У већини земаља еколошка храна не сме бити генетички модификована. Предложено је да примену нанотехнологије у производњи хране треба искључити из сертификоване еколошке хране.

## Значење и порекло појма еколошке хране
Лорд Нортбоурн је 1939. године сковао назив „органска пољопривреда“ (еколошка пољопривреда) у својој књизи „Поглед на земљу“ (1940), на основу свог концепта по којем је фарму сматрао за један организам, да би описао холистички, еколошки уравнотежен приступ пољопривредној производњи, супротно ономе што је назвао „хемијска пољопривреда“ (односи се на вештачку плодност и не представља еколошку целину). Ово се разликује од научне употребе појма „органско“, који се односи на оне врсте молекула који садрже угљеник.

## Идентификација еколошке хране
Произведена еколошка храна обично садржи само еколошке састојке. Ако су присутни састојци који нису еколошког порекла, одређени минимални проценат укупних биљних или животињских састојака мора бити еколошки (нпр. 95% у САД, Канади и Аустралији). Присутни састојци који нису еколошког порекла морају испунити одговарајуће захтеве. Храна која се сматра еколошком не сме садржавати вештачке прехрамбене адитиве и често се производи са што мање вештачких поступака и услова (нпр. зрачење, генетичка модификација). Пестициди су дозвољени, уколико нису вештачки.
Први потрошачи заинтересовани за еколошку храну су тражили храну која није хемијски третирана коришћењем пестицида, свежу и минимално обрађену храну. Таква храна се набављала директно од узгајивача. Лична дефиниција еколошке хране је развијена из директног искуства: разговором са узгајивачем, посматрањем услова на фарми и праћењем активности приликом узгоја. Како су се захтеви за еколошком храном повећавали, велике испоруке еколошке хране су замењивале директне набавке од узгајивача. Данас не постоји ограничење у величини фарме на којој се узгаја еколошка храна, тако да многе велике фарме имају одељке у којима узгајају еколошку храну. На тржишту је тешко разликовати овакву храну, па је уведено означавање производа као „сертификованих еколошких“ производа.
Углавном се под еколошком храном мисли на воће и поврће, али понекад овај израз употребљавамо и за храну животињског порекла (када су животиње отхрањене на здрав и природан начин).
У развијеним земљама западне Европе и у САД постоје специјализоване пијаце са еколошким намирницама. 
Да би се неко поврће сматрало еколошком храном, оно мора бити одгајано уз поштовање следећих правила:
- Не смеју се користити пестициди, хербициди и слична средства.
- На њиви на којој се узгаја еколошка храна не смеју се користити хемијска средства најмање три протекле године.
- Та њива мора бити и јасно одељена, да биљке на њој не би долазиле у додир са хемикалијама са суседних њива.
- Забрањен је генетички инжењеринг - све мора бити у складу са природом.
- Проблеми са штеточинама решавају се природним путем - постављањем замки и мамаца; коришћењем животињских врста које су природни непријатељи конкретних штеточина.

Када је реч о еколошкој храни животињског порекла, правила су следећа: у исхрани животиња не смеју се користити хормони који вештачки поспешују раст, као ни било какви лекови и друга вештачка средства.

### Правила за еколошку производњу у Европској унији
У Европској унији правила за еколошку производњу су прописана у следећим документима:
- Уредба Савета Европе (СЕ) бр. 834/2007 од 28. јуна 2007. у вези са еколошком производњом и означавањем еколошких производа, којом се поништава уредба ЕЕЗ бр. 2092/91
- Уредба Савета Европе (СЕ) бр. 967/2008 од 29. септембра 2008. (допуна уредбе СЕ бр. 834/2007)

Детаљнија правила у вези са еколошком производњом, обрадом, дистрибуцијом, означавањем и контролама су прописана следећим уредбама Европске комисије:
- Уредба Европске комисије (ЕК) бр. 889/2008 од 5. септембра 2008. која даје правила за имплементацију Уредбе Савета Европе бр. 834/2007 у односу на еколошку производњу, означавање и контролу.

Ова уредба је допуњена новим правилима за еколошку производњу следећом уредбом:
- Уредба Европске комисије (ЕК) бр. 1254/2008 од 15. децембра 2008.

Тренутно ЕУ законодавство захтева да се еколошка храна биљног и животињског порекла означава коришћењем ЕУ логотипа за еколошку производњу. На ознаци такође мора постојати кодни број сертификационог тела које је сертификовало произвођача еколошке хране.

## Ефекти конзумирања еколошке хране
Конзумирањем еколошке хране ниво токсина у организму се смањује. У класичној пољопривредној производњи превише је токсина у виду пестицида и разних метала који повољно утичу на трајност намирнице, али свакако неповољно на свеукупно здравље. Неки од њих повећавају ризик од разних болести - нервних обољења, канцера и др.
Намирнице произведене на еколошки начин садрже много виши ниво хранљивих састојака, као што су протеини, витамин Ц и многи минерали.
У једном научном пројекту стручњаци су се позабавили конкретним предностима еколошке у односу на нееколошку храну. Добијени резулати су: еколошка храна садржи 27% више витамина Ц, 21% више гвожђа, 29% више магнезијума и 13% више фосфора.